# 豊牛駅

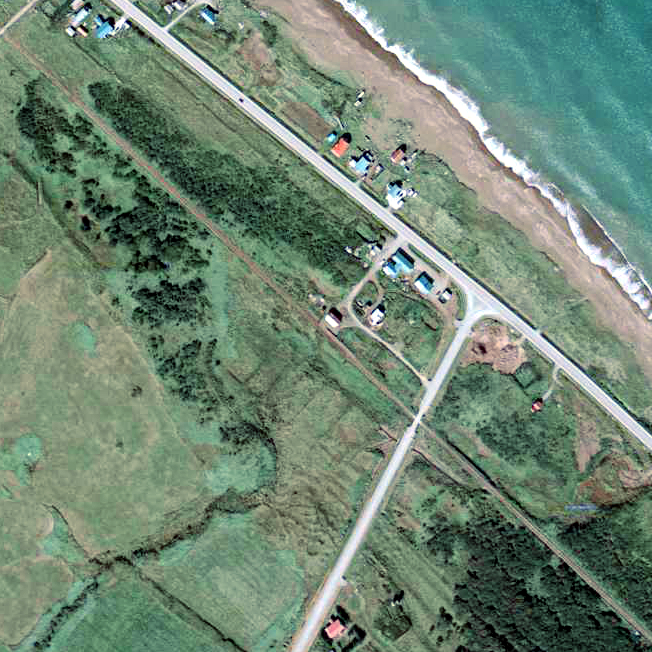
1977年の豊牛駅と周囲約500m範囲。右下が北見枝幸方面。ホームが駅舎より北見枝幸側にずれて設置されている。

豊牛駅（とようしえき）は、北海道（宗谷支庁）枝幸郡浜頓別町字豊寒別にかつて設置されていた、日本国有鉄道（国鉄）興浜北線の駅（廃駅）である。電報略号はヨウ。事務管理コードは▲122001。

## 歴史
- 1936年（昭和11年）7月10日 - 鉄道省興浜北線浜頓別駅 - 北見枝幸駅間開通に伴い開業（一般駅）[3][4]。
- 1944年（昭和19年）11月1日 - 不要不急線指定に伴い興浜北線が前日の営業をもって鉄道運輸営業休止となったことにより[5]、営業休止[4]。
- 1945年（昭和20年）12月5日 - 興浜北線の旅客運輸営業開始（再開）に伴い、営業再開[6][4]。
- 1949年（昭和24年）6月1日 - 公共企業体である日本国有鉄道に移管。
- 1961年（昭和36年）4月1日 - 業務委託化。
- 1973年（昭和48年）9月17日 - 貨物・荷物の取り扱いを廃止し[7]、同時に無人駅化[8][9]。駅舎改築[10]。
- 1985年（昭和60年）7月1日 - 興浜北線の全線廃止に伴い、廃駅となる[1]。

### 駅名の由来
開業時の当地の地名は「浜頓別村字プタウス」であったが、「豊牛」と命名された経緯について鉄道省・国鉄により以下の2説が示されている。
- 鉄道省札幌鉄道局が発行した『駅名の起源』1939年（昭和14年）版では「附近に放牧多き為斯く名づけた[11]」として、和名であるとしている[11]。
- 国鉄北海道総局が1973年（昭和48年）に『駅名の起源』の後継として発行した『北海道　駅名の起源』では、当地が「豊寒別」と「プイタウシ」の中間にあり、「牛が豊かになるようにとの地元の要望[4]」から「豊寒別」から「豊」、「プイタウシ」から「ウシ」すなわち「牛」をとり、命名したとしている[4]。

なお、『北海道　駅名の起源』において、「豊寒別」「プイタウシ」はそれぞれアイヌ語の「トイカムペッ（toy-kamu-pet）」（土・かぶさる・川）、「プイタウシ（pui-ta-usi）」（エゾノリュウキンカの根を・掘る・所）の意とされている。しかし、このうち豊寒別についてアイヌ語研究者の山田秀三は「語義は分からない」として、前述の説について「相当苦心をしてこの言葉を当てたものらしい」としている。

## 駅構造
廃止時点で、単式ホーム1面1線を有する地上駅であった。ホームは線路の東側（北見枝幸方面に向かって左手側）に存在した。分岐器を持たない棒線駅となっていた。
無人駅となっており、有人駅時代の駅舎は改築され、斜内駅と同型のマスプロ設計の小型駅舎となっていた。1983年（昭和58年）時点では、屋根の配色は青であった。駅舎内にトイレを有していた。駅舎は構内の北東側に位置し、ホームから少し離れていた。

## 利用状況
乗車人員の推移は以下のとおり。年間の値のみ判明している年については、当該年度の日数で除した値を括弧書きで1日平均欄に示す。乗降人員のみが判明している場合は、1/2した値を括弧書きで記した。
| 年度               | 乗車人員 | 乗車人員 | 出典   | 備考                  |
| 年度               | 年間     | 1日平均  | 出典   | 備考                  |
| ------------------ | -------- | -------- | ------ | --------------------- |
| 1951年（昭和26年） |          | 73       | [ 16 ] |                       |
| 1961年（昭和36年） |          | 89       | [ 16 ] |                       |
| 1965年（昭和40年） |          | 111      | [ 16 ] |                       |
| 1971年（昭和46年） |          | 60       | [ 16 ] |                       |
| 1978年（昭和53年） |          | 22       | [ 17 ] |                       |
| 1981年（昭和56年） |          | 5        | [ 16 ] |                       |
| 1985年（昭和60年） |          | 1        | [ 16 ] | 同年7月に興浜北線廃止 |

## 駅周辺
小さな漁村がある。海岸までは約0.2km。駅裏は原野になっている。
- 国道238号（宗谷国道）[18]
- 宗谷バス「豊牛」停留所

## 駅跡
2010年（平成22年）時点では駅舎が残存しており、物置として利用されている。以前は駅舎の内部にも入ることができたが、2012年（平成24年）時点では扉は開けることができず、ガラス越しにしか内部を確認することはできなくなっている。旧駅舎の周囲は、畑になっている。

## 隣の駅
日本国有鉄道
興浜北線
浜頓別駅 - <頓別仮乗降場> - 豊牛駅 - <豊浜仮乗降場> - 斜内駅